# An Extremely Goofy Movie
An Extremely Goofy Movie (Brasil: Pateta 2 - Radicalmente Pateta / Portugal: Radicalmente Pateta) é um filme norte-americano do género comédia feito pela Walt Disney Pictures, produzido pela Walt Disney Television Animation e pela Walt Disney Television Animation (Australia) Pty. Limited. Foi dirigido por Ian Harrowell e Douglas McCarthy, e é a sequela do filme de 1995, Pateta - O Filme, com o retorno das personagens das adaptações cinematográficas com base na série de televisão animada Goof Troop. A história segue o primeiro ano de Max na faculdade, o que é agravado pela presença de seu pai quando Pateta chega à mesma faculdade para obter um grau por causa de sua incapacidade de concluir a faculdade.

## Enredo
Max, agora com quase 18 anos, parte para a faculdade com seus melhores amigos B.J. e Bobby Zimuruski. Ele se esforça para trabalhar em conjunto com os seus amigos para se tornarem o melhor time dos Jogos Radicais da Faculdade. Ao chegar, Max é atendido pela fraternidade "Gamma Mu Mu", que é responsável por sediar os Jogos Radicais campeões, incluindo seu líder, o arrogante Bradley Maioral III. Bradley convida Max para se juntar a sua fraternidade, mas exclui os amigos deste, ao que Max se recusa a deixar seus amigos para trás, começando uma forte rivalidade entre a equipe de Max e os Gammas de Bradley, e eles apostam que quem perdesse nas finais seria toalha para o outro time. Não demora muito para que Max e seus amigos façam outras amizades com os estudantes e atraiam algumas garotas, como uma beatnik que trabalha como cantora no bar da faculdade e é conhecida como a "Garota da Boina". Bobby tenta paquerá-la, mas ela não cai nas graças dele, dando mais atenção para o tímido B.J. A Garota da Boina é uma das pessoas que não suportam Bradley a seus amigos.
Enquanto isso, Pateta não lida bem com a falta de seu filho e sofre de síndrome do ninho vazio, entrando em depressão, o que faz com que ele não tenha bom desempenho em seu emprego numa fábrica de brinquedos, sendo irresponsável e causando um grande desastre, o que acaba acarretando em sua demissão. Ao tentar procurar um novo emprego, Pateta descobre que não havia concluído o curso superior e por isso precisa voltar á faculdade para terminar o seu quarto e último ano na intenção de obter um grau antes de ser autorizado a obter um emprego á altura de seu emprego anterior. Para desespero de Max, Pateta se junta a seu filho no campus para alcançar o tão desejado grau do diploma, ao que Max fala para o pai para se juntar aos Gammas como uma tentativa de mantê-lo fora de seu caminho. Pateta conhece e faz amizade com a bibliotecária da faculdade, Sylvia Marpole, que compartilha seu amor Nostálgico por coisas relacionadas á década de 1970. Não demora muito para que Pateta e Sylvia se apaixonem um pelo outro, e os dois se juntam como par romântico na festa da faculdade, protagonizando coreografias dos anos 70.
Embora o relacionamento entre pai e filho seja razoável de início, a rivalidade entre os dois times começa a criar fortes atritos entre eles quando Pateta bate o recorde de Max na primeira rodada durante as eliminatórias dos Jogos Radicais, embora seu sucesso seja obra do trapaceiro Bradley, que colocou um foguete no skate de Pateta apenas na intenção deste ser mais veloz que Max e roubar seu posto. Bradley também tenta distrair o próprio foco de Max durante uma prova de patins, fazendo com que este perca suas pontuações na competição. Após as eliminatórias, uma briga intensa entre Max e Pateta faz com que este perca a graça pelos estudos, já que Max quer viver sua vida de forma independente e sugere que Pateta está sufocando sua liberdade. Desta forma, Pateta começa a desandar no namoro com Sylvia, entrando em atrito também com esta.
Pateta começa a pensar em trancar sua matrícula e desistir do curso, mas depois de passar o fim de semana em casa e receber inadvertidamente alguns conselhos de seu vizinho Bafo, ele recupera o seu foco e volta para a faculdade. Enquanto isso, Max considera a transferência, pensando que ele deixou seus companheiros de equipe para baixo, mas depois de algum incentivo de B.J. e Bobby, ele volta a acreditar que eles podem vencer o campeonato. Ao voltar ao campus, Pateta se reconcilia com Sylvia, que em seguida o ajuda a estudar para os últimos exames. Além disso, Pateta decide abandonar os Gammas, pois não quer competir contra seu filho, o que faz com que Bradley e seus comparsas conspirarem contra ele. Os planos maléficos de Bradley chegam ao conhecimento de Pateta, que agora deve desmascarar os vilões e limpar a barra de seu filho e seus amigos.
Durante as semifinais, Bradley e os Gammas tentam enganar aos demais times do campeonato na tentativa de eliminar Max, mas sem sucesso. Pouco antes da grande final, Bradley ativa um mecanismo de foguete nos patins de B.J., os quais acabam explodindo e tirando B.J. da jogada,  deixando a equipe de Max com apenas dois jogadores: Bobby e o próprio Max. Sem companheiros suficientes, Max e Bobby estão sujeitos á desqualificação, a não ser que arranjem um jogador que substitua B.J. Percebendo que Pateta estava tentando avisar sobre as trapaças dos Gammas, Max pede desculpas a seu pai e suplica que este se junte á sua equipe, ao que Pateta aceita sem pensar duas vezes.
Na corrida final, Tank, um dos Gammas, é desqualificado quando Pateta o atinge. Bobby também é desclassificado quando um dos Gammas afrouxa o parafuso da roda dianteira de sua bicicleta, mas quando Pateta é desqualificado da prova de skate, ele acidentalmente atinge Bradley, irritando-o quando ele encontra Tank,o mais forte dos Gammas, quando uma das trapaças de Bradley falha (devido à interferência de Pateta). Bradley parte por conta própria para ganhar a corrida por si só, ignorando Tank, que fica preso após parte do cenário cair sobre ele, obrigando Max e Pateta a ajudá-lo a sair dali. depois de Pateta e Max conseguirem libertar Tank, que se torna aliado destes, Max consegue vencer Bradley apenas por milésimos, recebendo o troféu do grande prêmio. Admitindo a derrota, Bradley leva na esportiva e cumprimenta Max, tornando-se seu toalha, mas Max desiste da aposta, pois agora é Tank que busca vingança por ter sido abandonado por seu suposto líder e amigo Bradley, que acaba por tomar seu posto como líder dos Gammas enquanto o arrogante Bradley é expulso da confederação devido ás suas trapaças.
No fim do ano, Pateta recebe seu diploma universitário e Max lhe dá o troféu para ele como um presente pedido de desculpas por ter sido tão egoísta e injusto com ele. B.J. e a garota da Boina afirmam seu relacionamento, Bobby e Max retomam os estudos e Pateta se despede de seu filho e dos demais, partindo com Sylvia.